# 仙台市交通局長町営業所
長町営業所（ながまちえいぎょうしょ）は、宮城県仙台市太白区長町にある仙台市交通局自動車部（仙台市営バス）の営業所。

## 概要
構内は営業所庁舎と整備工場、給油施設、洗浄施設、車庫、バス停留所を設置する。営業所イラストマークはひつじ。
仙台市南部の八木山・長町・四郎丸地区を主な事業範囲としている。2008年4月のダイヤ改正より、霞の目営業所主管の沖野線、井土浜線（閖上系統）も担当するようになった。
地下鉄東西線開業まで運行していた西の平線（旧707系統）は宮城交通と運行の調整を行っていたが、廃止前の割合は市営0.5:宮交3.5であった。
八木山・長町地区は元来、宮城交通の便数の多いエリアであったが、東西線開業後は八木山動物公園駅と長町駅を結ぶバス路線が多く設定された他、宮教大方面の便の多くも担当することとなった。配置車両は主に日産ディーゼルといすゞ。
営業所本体については、地下鉄東西線開通後も直営を維持する方針だが、整備工場については、今後、民間事業者へ委託する方針がある。

## 過去に管理下にあった事業所
- 南仙台出張所（廃止）
  - 名取市植松宮島84
- 新寺出張所（後に霞の目営業所管轄下）
  - 仙台市若林区新寺一丁目1-30（北緯38度15分22秒 東経140度52分58.7秒 / 北緯38.25611度 東経140.882972度）

## 沿革
ルーツは仙台市街自動車長町車庫で、市営買収後は広瀬通営業所の車庫だった。1956年（昭和31年）に営業所となり、1976年（昭和51年）4月長町6丁目から、市電長町車庫廃止でその跡地に移転してきた。
- 1956年（昭和31年）7月 - 開所。
- 1976年（昭和51年）4月 - 現在地（市電長町車庫跡地）に移転。市電代替路線グリーンバス長町八幡町線運行開始。
- 1987年（昭和62年）7月14日 - 地下鉄開業に伴い、グリーンバス廃止。
- 1994年（平成6年）3月28日 - 南仙台営業所を当所の出張所として管理下に置く。
- 1998年（平成10年）3月28日 - 南仙台出張所廃止。
- 2011年（平成23年）6月 - 新寺出張所の委託を解消、東仙台営業所管轄から長町営業所管轄となる。
- 2012年（平成24年）4月 - 新寺出張所を宮城交通に再委託。これに伴い、同出張所は長町営業所管轄から霞の目営業所管轄となる。
- 2015年（平成27年）12月6日 - 仙台市地下鉄東西線開通に伴い、バス路線大幅改編実施[1]。

## 所管路線

### 動物公園線
- 601/K601/S601系統

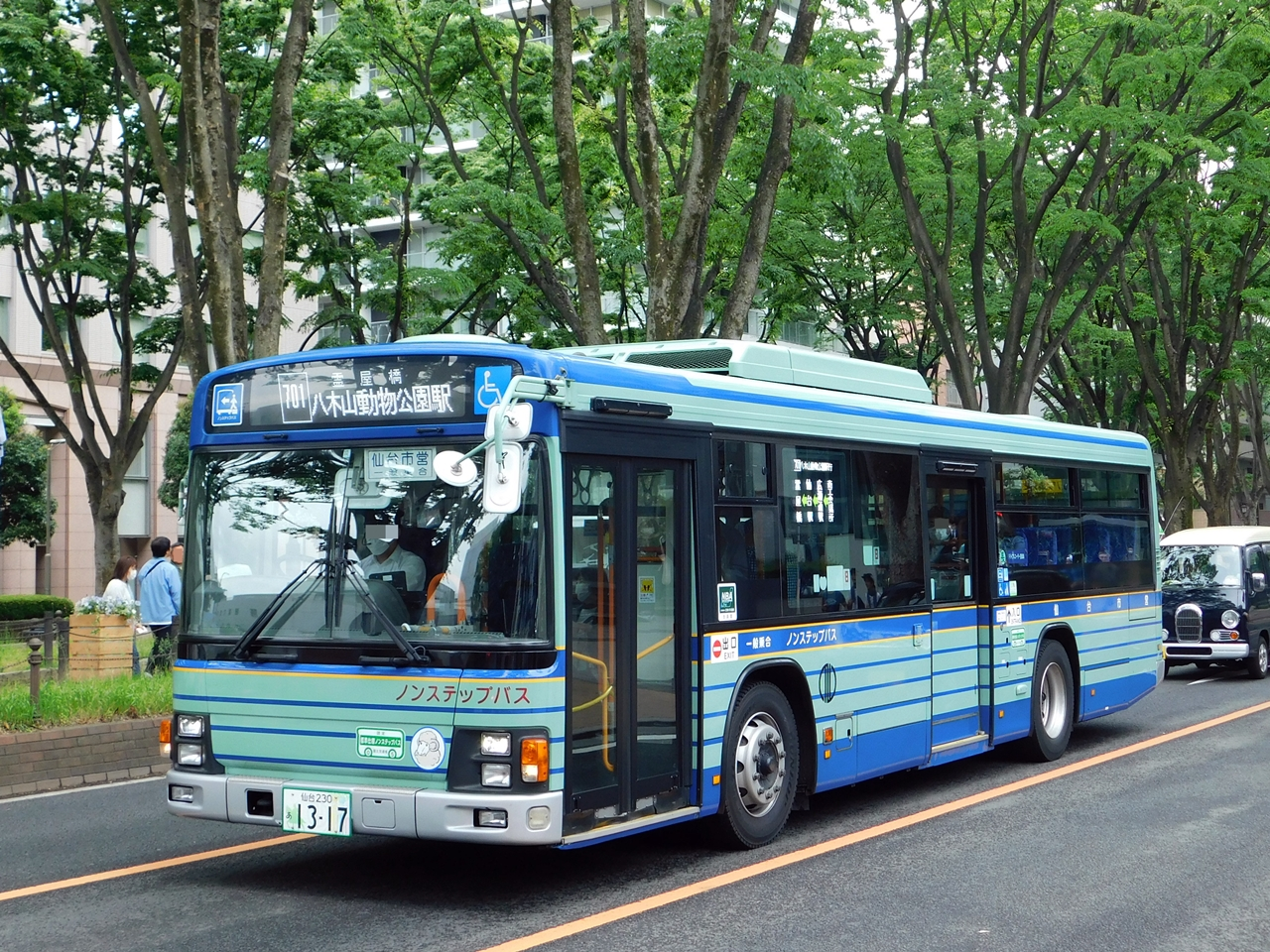
701系統・八木山動物公園駅行（2023年5月20日）

  - （交通局東北大学病院前 - 定禅寺通市役所前 - 広瀬通駅 - ）仙台駅前 - 五橋一丁目 - 五橋駅 - 愛宕大橋 - 向山四丁目 - 向山高校前 - 東北工大八木山キャンパス - 八木山動物公園駅
  - 仙台駅前発着便あり。
- 701/J701/S701系統
  - （交通局東北大学病院前 - 定禅寺通市役所前 - 広瀬通駅 -） 仙台駅前 - あおば通駅（J701系統のみ無停車） - 青葉通一番町駅 - 高等裁判所前 - 霊屋橋・瑞鳳殿入口 - 向山高校前 - 東北工大八木山キャンパス - 八木山動物公園駅
  - 仙台駅前発着便あり。

### 緑ケ丘線
- 704/J704系統
  - 交通局東北大学病院前 - 定禅寺通市役所前  - 広瀬通駅 - 仙台駅前 - 青葉通一番町駅 - 高等裁判所前 - 霊屋橋瑞鳳殿入口 - 向山高校前 - 東北工大八木山キャンパス - 八木山動物公園駅 - 松が丘 - 緑ケ丘三丁目
  - 地下鉄東西線開通前の700系統とは動物公園駅周辺以外はほぼ同一のルートとなっている。
- 45/Z45/60/N60系統[2]
  - 緑ヶ丘三丁目 - 松が丘 - 八木山動物公園駅 - 日赤病院前 - 八木山南六丁目 - 西高校入口 - 鉤取寺前 - 新道西多賀 - 泉崎一丁目北 - 長町南駅・太白区役所前 - 長町駅東口
    - 鉤取寺前 - 泉崎一丁目北間で国道286号を経由するが、新道西多賀以外の宮城交通の停留所には停車しない。

### 八木山南団地線
- 706/J706系統
  - 交通局東北大学病院前 - 定禅寺通市役所前 - 広瀬通駅 - 仙台駅前 - 青葉通一番町駅 - 高等裁判所前 - 霊屋橋瑞鳳殿入口 - 向山高校前 - 東北工大八木山キャンパス - 八木山動物公園駅 - 日赤病院前 - 八木山南六丁目 - 西高校入口
- N60/Z60系統[3]
  - 八木山動物公園駅 - 日赤病院前 - 八木山南六丁目 - 西高校入口 - 鉤取寺前 - 新道西多賀 - 泉崎一丁目北 - 長町南駅・太白区役所前 - 長町駅東口
- 60系統[4]
  - 八木山動物公園駅 → 日赤病院前 → 八木山南六丁目 → 西高校入口

### 西の平線
- 58系統
  - 長町駅東口 - 長町南駅・太白区役所前 - 砂押町 - 芦口小学校前 - 八木山動物公園駅

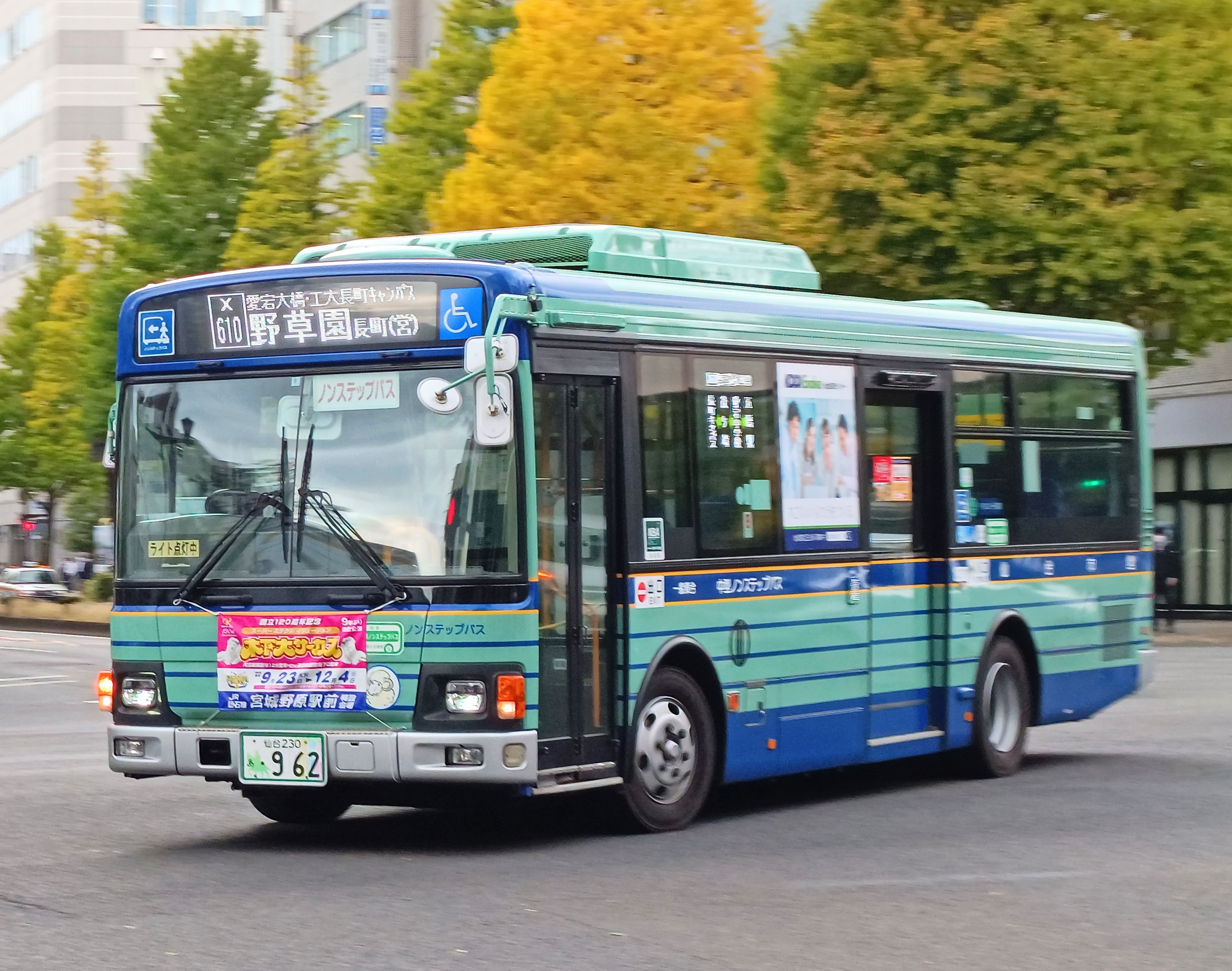
X610系統・長町四丁目長町営業所前行（2022年11月2日）

### 野草園線
- 610(X610)/K610(S610)系統
  - 交通局東北大学病院前 - 定禅寺通市役所前（復路：県庁市役所前） - 広瀬通駅 - 仙台駅前 - 五橋一丁目 - 五橋駅 - 愛宕大橋 - 向山四丁目 - 野草園前（ - 東北工大長町キャンパス - 鹿野本町 - 砂押町 - 長町南駅・太白区役所前 - 長町駅・たいはっくる前（復路：長町駅東口） - 長町四丁目長町営業所前）
    - 休日は野草園 - 長町営業所前間の運転はなし。
- 628/S628系統【急行、停車停留所記載】
  - 仙台駅前 - 五橋駅 - 愛宕大橋 - 東北工大長町キャンパス入口 - 東北工大長町キャンパス
- 48系統
  - 長町四丁目長町営業所前 - 長町駅東口（復路：長町駅・たいはっくる前） - 長町南駅・太白区役所前 - 砂押町 - 鹿野本町 - 東北工大長町キャンパス

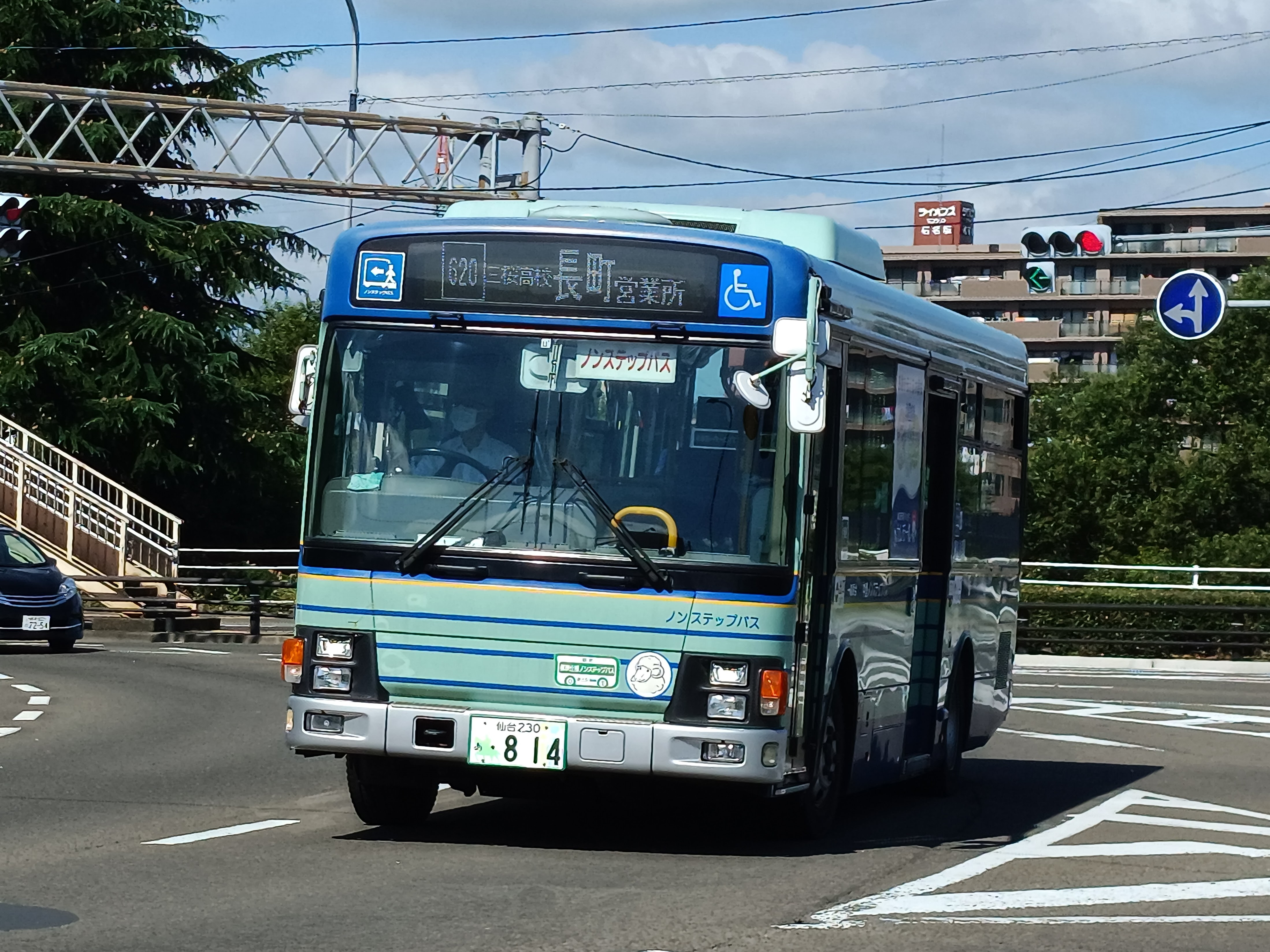
620系統・長町四丁目長町営業所前行（2022年9月11日）

### 長町線
- 620/S620系統
  - 仙台駅前 - 五橋一丁目 - 五橋駅 - 愛宕大橋 - 根岸町 - 三桜高校前 - 長町八丁目 - 長町七丁目北 - 長町四丁目長町営業所前
- 36系統
  - 長町四丁目長町営業所前 - 長町駅東口（復路：長町駅・たいはっくる前） - 長町南駅・太白区役所前 - 長町八丁目 - 三桜高校前 - 根岸町 - 向山四丁目 - 向山高校前 - 東北工大八木山キャンパス - 八木山動物公園駅 - 日赤病院前

### 工学部・宮教大線
- 10系統
  - 八木山動物公園駅 - 仙台城跡南 - 工学部中央 - 青葉山駅 - 宮教大前 - ナノテラス入口 -青葉台

### 交通公園線
- 739 - 839系統（交通公園循環。広瀬通先回り739→S839系統、大学病院前先回り839→S739系統、川内営業所主管、白沢出張所も担当。）
  - 仙台駅前 - 電力ビル前 - 県庁市役所前 - 東北大学病院前 - 宮城一高前（S739系統：尚絅学院中学・高校前） - 八幡三丁目（S739系統：ドミニコ学院前） - 交通公園・三居沢水力発電所前 - 川内駅 - 二高・宮城県美術館前 - 広瀬通一番町 - 広瀬通駅 - 仙台駅前

### 四郎丸線
- 10 (B10)系統 
  - 市立病院 - 長町一丁目東 - 長町一丁目 - 長町駅・たいはっくる前 - 太子堂駅前 - 南仙台駅東口 - 東中田六丁目 - 東中田五丁目 - 袋原 - 畑中 - 堰場 - 四郎丸市営住宅前 - 四郎丸
- 10 (N10) 系統
  - 長町南駅・太白区役所前 - 長町七丁目北 - 長町四丁目長町営業所前 - 長町駅・たいはっくる前 - 太子堂駅前 - 南仙台駅東口 - 東中田六丁目 - 東中田五丁目 - 袋原 - 畑中 - 堰場 - 四郎丸市営住宅前 - 四郎丸
- 15 (B15)系統
  - 市立病院 - 長町一丁目東 - 長町一丁目 - 長町駅・たいはっくる前 - 太子堂駅前 - 南仙台駅東口 - JCHO仙台南病院入口 - 堰場 - 袋原 - 袋原中学校前 - 東四郎丸 - 四郎丸
- 15 (N15) 系統
  - 長町南駅・太白区役所前 - 長町七丁目北 - 長町四丁目長町営業所前 - 長町駅・たいはっくる前 - 太子堂駅前 - 南仙台駅東口 - JCHO仙台南病院入口 - 堰場 - 袋原 - 袋原中学校前 - 東四郎丸 - 四郎丸
- 20系統
  - 長町四丁目長町営業所前 - 長町駅・たいはっくる前 - 中田小学校前 - 東中田六丁目 - 東中田五丁目 - 袋原 - 袋原中学校前 - 東四郎丸 - 四郎丸
    - 20系統は中田直進1日数本のみの運行。
- 25系統
  - 長町四丁目長町営業所前 - 長町駅・たいはっくる前 - 中田小学校前 - 東中田六丁目 - 中田中央公園前 - 袋原 - 袋原中学校前 - 東四郎丸 - 四郎丸

### 恵和町線
- 40(N40)系統
  - 長町四丁目長町営業所前 - 長町駅東口（復路：長町駅・たいはっくる前）(N40系統は長町駅東口終点) - 長町南駅・太白区役所前 - 砂押町 - 緑ケ丘三丁目 - 恵和町
- 40(B40)系統
  - 市立病院 - 長町一丁目東 - 長町一丁目 - 長町駅東口  (往路:  長町駅・たいはっくる前)   - 長町南駅・太白区役所前 - 砂押町 - 緑ケ丘三丁目 - 恵和町

### 東部工場団地線
- 77系統
  - 長町南駅・太白区役所前 - 長町駅東口 - 長町一丁目駅 - 若林小学校前 - 古城三丁目東 - 一本杉町交差点 - 大和小学校東 - 卸町駅 - 卸町会館前 - 中央卸売市場正門前 - 東部工場団地 - 狐塚 - 荒井駅

### 井土浜線

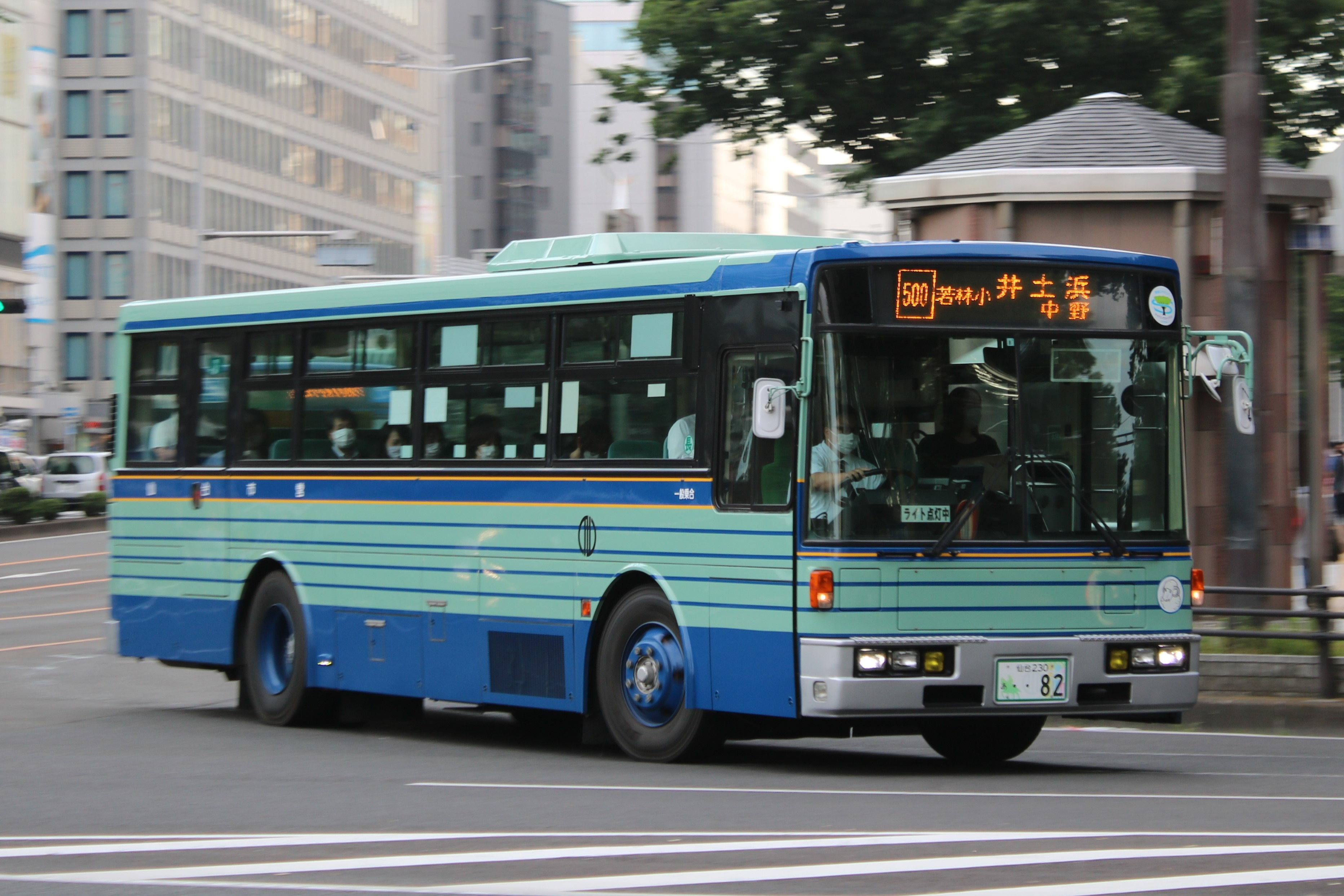
500系統・中野行（2022年6月28日）

- 500/K500系統（霞の目営業所と共管）
  - 交通局東北大学病院前 - 定禅寺通市役所前（復路：県庁市役所前） - 電力ビル前（復路：広瀬通駅） - 仙台駅前 - 五橋一丁目 - 五橋駅 - 愛宕橋駅 - 河原町駅南口 - 若林小学校前 - 沖野四丁目 - 上飯田二丁目 - 東高校入口 - 六郷小学校前 - 井土浜 - 中野
- 30系統
  - 市立病院 - 長町駅東口 - 沖野四丁目 - 上飯田二丁目 - 東高校入口 - 六郷小学校前 - 下飯田 - 荒井駅       
    - 長町発の始発便のみ長町四丁目長町営業所前発となり、次の停車停留所は長町駅東口、以降は上記と同じ経路となる。

### 南小泉線
- 411/J411系統（霞の目営業所と共管）
  - 交通局東北大学病院前 - 定禅寺通市役所前 - 電力ビル前（復路：広瀬通駅） - 仙台駅前 - 五橋一丁目 - 五橋駅 - 荒町 - 若林区役所前 - 大和町宮城の萩大通り - 薬師堂駅

### 沖野線
- 535/K535系統（霞の目営業所と共管）
  - 交通局東北大学病院前 - 定禅寺通市役所前（復路：県庁市役所前） - 電力ビル前（復路：広瀬通駅） - 仙台駅前 - 五橋一丁目 - 五橋駅 - 愛宕橋駅 - 河原町駅南口 - 若林小学校前 - 沖野四丁目 - 沖野小学校前 - 沖野

## 廃止路線
仙台市地下鉄東西線の開通や宮城交通への移管に伴い、仙台駅ー八木山・東北大学の間で廃止となった路線が多数存在している。

### 緑ヶ丘線
- 750/S750系統
  - 仙台駅前 - 広瀬通駅 - 立町小学校前 - 二高宮城県美術館前 - 東北大川内キャンパス・萩ホール前 - 工学部中央 - 仙台城跡南 - 八木山動物公園前 - 松が丘 - 緑ヶ丘三丁目

### 動物公園線
- 609/S719系統（東仙台営業所、川内営業所と共管）
  - 仙台駅前 - 五橋一丁目 - 五橋駅 - 愛宕大橋 - 向山四丁目 - 八木山動物公園前 - 仙台城跡南 - 工学部中央 - 理学部自然史標本館前 - 東北大川内キャンパス・萩ホール前 - 博物館・国際センター前 - 青葉通一番町 - 仙台駅前
- 719/S609系統（東仙台営業所、川内営業所と共管）
  - 仙台駅前 - 青葉通一番町 - 博物館・国際センター前 - 東北大川内キャンパス・萩ホール前 - 理学部自然史標本館前 - 工学部中央 - 仙台城跡南 - 八木山動物公園前 - 向山四丁目 - 愛宕大橋 - 五橋駅 - 五橋一丁目 - 仙台駅前

### 西の平線
- 707/S707(K707)系統
  - （交通局東北大学病院前 - 定禅寺通市役所前 - 広瀬通駅 - ）仙台駅前 - 青葉通一番町 - 高等裁判所前 - 霊屋橋瑞鳳殿入口 - 向山高校前 - 東北工大八木山キャンパス - 八木山動物公園前 - 八木山中学校 - 西の平二丁目 - 西多賀中学校前 - 砂押町 - 長町南駅・太白区役所前 - 長町四丁目長町営業所前
- 757/S757系統
  - 仙台駅前 - 広瀬通駅 - 立町小学校前 - 二高宮城県美術館前 - 東北大川内キャンパス・萩ホール前 - 工学部中央 - 仙台城跡南 - 八木山動物公園前 - 八木山中学校 - 西の平二丁目 - 西多賀中学校前 - 砂押町 - 長町南駅・太白区役所前 - 長町四丁目長町営業所前

### 八木山南団地線
- 605/K605系統
  - 交通局東北大学病院前 - 定禅寺通市役所前 - 広瀬通駅 - 仙台駅前 - 仙台駅前 - 五橋一丁目 - 五橋駅 - 愛宕大橋 - 向山四丁目 - 八木山動物公園前 - 日赤病院前 - 八木山南六丁目
- 705/S705(K705)系統
  - （交通局東北大学病院前 - 定禅寺通市役所前 - 広瀬通駅 - ）仙台駅前 - 青葉通一番町駅 - 高等裁判所前 - 霊屋橋瑞鳳殿入口 - 向山高校前 - 東北工大八木山キャンパス - 八木山動物公園駅 - 日赤病院前 - 八木山南六丁目

### 工学部・宮教大線
- 13系統
  - 八木山動物公園駅 - 仙台城跡南 - 工学部中央 - 青葉山駅 - 宮教大前 - 成田山
  - 2017年4月1日に廃止[5]。